# Mordellistena rufotestacea
Mordellistena rufotestacea es una especie de coleóptero de la familia Mordellidae.

## Distribución geográfica
Habita en Ceylán.